# 阿奇代爾 (北卡羅萊納州)
阿奇代爾（英語：Archdale）是一個位於美國北卡羅萊納州吉爾福德縣及蘭道夫縣的城市。

## 人口
根據2020年美國人口普查的數據，阿奇代爾的面積為22.95平方千米，當中陸地面積為22.89平方千米，而水域面積為0.06平方千米。當地共有人口11907人，而人口密度為每平方千米519人。